# Splitski odlomak misala
Splitski odlomak misala list je pergamenta opisan glagoljicom u Bosni početkom 13. stoljeća kada se javlja posljednja faza normalnog razvoja glagoljice na bosanskom prostoru. Misni obrasci za prosinac odlikuju se starinom teksta i pomlađenošću jezika, jer se na staroslavenski temelj naslojava se hrvatska štokavska ikavica.